# Брандхубер, Симон
Симон Брандхубер (нем. Simon Brandhuber; род. 27 июня 1991 года) — немецкий тяжелоатлет, призёр чемпионата Европы 2019 и 2022 годов.

## Карьера
В 2011 году немецкий спортсмен впервые выступил на взрослом чемпионате мира где занял 33-е место в категории до 69 кг, показав сумму 296 кг.
В 2013 на континентальном первенстве, в категории до 69 кг, он был седьмым. На мировом чемпионате 2014 года — 21-м, а в 2015 — 20-м.
На чемпионате Европы в 2016 году, в категории до 69 кг, он занял итоговое восьмое место, набрав в сумме двух упражнений 301 кг.
В 2018 году принял участие в чемпионате мира в Ашхабаде. Выступал в новой весовой категории до 67 кг. В результате стал 11-м, с весом на штанге по сумме двух упражнений — 306 кг.
На чемпионате Европы 2019 года, в Батуми, немец в упражнении толчок завоевал малую бронзовую медаль (165 кг), а в рывке серебряную медаль (146 кг). По сумме двух упражнений он стал серебряным призёром континентального первенства (311 кг), уступив победителю лишь 1 кг.
На чемпионате Европы 2022 года, в Тиране, немецкий спортсмен завоевал серебряную медаль в категории до 61 килограмма, с результатом 286 килограмм.

## Достижения
Чемпионат Европы
| Результат | Вес      | Год  | Место соревнований | Рывок | Толчок | Общий вес |
| Серебро   | до 67 кг | 2019 | Батуми, Турция     | 146,0 | 165,0  | 311,0     |
| Серебро   | до 61 кг | 2022 | Тирана, Албания    | 134,0 | 152,0  | 286,0     |